# Cresponea flavescens
Cresponea flavescens är en lavart som först beskrevs av Vain., och fick sitt nu gällande namn av Egea & Torrente. Cresponea flavescens ingår i släktet Cresponea och familjen Roccellaceae.   Inga underarter finns listade i Catalogue of Life.